# Aclame ao Senhor
Aclame ao Senhor é um álbum ao vivo da banda brasileira Diante do Trono, lançado pela gravadora Hosanna! Music em 2000.

## Sobre o Projeto
Aclame ao Senhor é uma versão do álbum Shout to the Lord gravado em português por Ana Paula Valadão, vocal do grupo Diante do Trono. Apesar de ser gravado pela banda mineira (no dia 19 de Julho de 2000, na Igreja Batista da Lagoinha com um público de 14.000 pessoas), a obra não foi lançada pela gravadora Diante do Trono, mas pela Hosanna! Music como parte da série Praise & Worship.
A canção "Aclame ao Senhor", principal do álbum, foi composta em inglês também com o nome de "Shout to the Lord" pela líder da Hillsong, Darlene Zschech. A canção também foi regravada no primeiro álbum da banda, Diante do Trono, com um arranjo diferente do original. Se tornou uma das músicas mais cantadas no mundo inteiro (cerca de 30.000 pessoas a cantam por semana) e foi traduzida para mais de 10 idiomas diferentes e está presente em mais de 30 álbuns lançados no mundo.

## Faixas (CD)
| Título                                               | Compositor                              | Vocais                                               | Duração |
| ---------------------------------------------------- | --------------------------------------- | ---------------------------------------------------- | ------- |
| Que a Paz de Deus Reine (Let the Peace of God Reign) | Darlene Zschech                         | Ana Paula Valadão                                    | 5:18    |
| Creio na Promessa (I Believe the Promise)            | Russell Fragar                          | Nívea Soares & Ana Paula Valadão                     | 4:32    |
| Gente Como Nós (People Just Like You)                | Russell Fragar                          | Ana Paula Valadão & André Valadão                    | 4:25    |
| Jesus, Jesus (Jesus, Jesus)                          | Geoff Bullock                           | Ana Paula Valadão                                    | 4:28    |
| Eu Jamais Serei (I Will Never Be)                    | Geoff Bullock                           | Ana Paula Valadão                                    | 4:21    |
| Jesus, És o Meu Amado (Jesus, Lover Of My Soul)      | John Ezzy, Daniel Grul, Steve McPherson | Ana Paula Valadão                                    | 3:41    |
| Ensina-me (Show Me You Ways)                         | Russell Fragar                          | Ana Paula Valadão, Nívea Soares & Maximiliano Moraes | 5:00    |
| Tem Todo Poder (All The Power You Need)              | Russell Fragar                          | Ana Paula Valadão                                    | 3:42    |
| Poder do Teu Amor (Power Of Your Love)               | Geoff Bullock                           | Ana Paula Valadão & Maximiliano Moraes               | 5:00    |
| Este Reino (This Kingdom)                            | Geoff Bullock                           | Ana Paula Valadão & André Valadão                    | 4:57    |
| Pai da Criação (Father of Creation)                  | Robert Eastwood                         | Maximiliano Moraes                                   | 3:34    |
| Aclame ao Senhor (Shout Of The Lord)                 | Darlene Zschech                         | Ana Paula Valadão, Nívea Soares & Maximiliano Moraes | 4:35    |

## Faixas (VHS)
| Título                   | Vocais                                               |
| ------------------------ | ---------------------------------------------------- |
| Que a Paz de Deus Reine  | Ana Paula Valadão                                    |
| Creio na Promessa        | Nívea Soares & Ana Paula Valadão                     |
| Gente Como Nós           | Ana Paula Valadão & André Valadão                    |
| Jesus, Jesus             | Ana Paula Valadão                                    |
| Eu Jamais Serei          | Ana Paula Valadão                                    |
| Jesus, És o Meu Amado    | Ana Paula Valadão                                    |
| Ensina-me                | Ana Paula Valadão, Nívea Soares & Maximiliano Moraes |
| Tem Todo Poder           | Ana Paula Valadão                                    |
| Poder do Teu Amor        | Ana Paula Valadão & Maximiliano Moraes               |
| Este Reino               | Ana Paula Valadão & André Valadão                    |
| Pai da Criação           | Maximiliano Moraes                                   |
| Aclame ao Senhor         | Ana Paula Valadão, Nívea Soares & Maximiliano Moraes |
| Oração                   | Pr. Márcio Valadão                                   |
| Tem Todo Poder - Reprise | Ana Paula Valadão                                    |